# Un altre dia al paradís
Un altre dia al paradís (títol original en anglès Another Day in Paradise) és una pel·lícula estatunidenca dirigida per Larry Clark estrenada el 1998. Va rebre el Premi Sant Jordi 2000 a la millor actriu estrangera per Melanie Griffith.

## Argument
Mel (James Woods) i Sid (Melanie Griffith) formen una parella de toxicòmans i lladres experimentats. Fan amistat amb una parella de joves que comparteixen els mateixos interessos: Bobbie (Vincent Kartheiser) i Rosie (Natasha Gregson Wagner). Tots quatre muntaran junts nous robatoris que acabaran degenerant.

## Repartiment
- James Woods: Mel
- Melanie Griffith: Sid
- Vincent Kartheiser: Bobbie
- Natasha Gregson Wagner: Rosie
- James Otis: el reverend
- Peter Sarsgaard: Ty
- Lou Diamond Phillips: Jewels

## Crítica
- "La meva pel·lícula favorita de l'any 98"[3]
- "Bavosa i sanguinolenta carnisseria (...) Gran actriu [Melanie Griffith] per a una deficient pel·lícula, que la seva elegància, el seu talent i la seva fotogenia no es mereixen."[4]